# Dositej Vasić
Dositej Vasić (Beograd, 5. prosinca 1878. – Beograd, 13. siječnja 1945.) bio je prvi zagrebački pravoslavni mitropolit.

## Životopis
Rođen je kao Dragutin Vasić, 5. prosinca 1887. u Beogradu. Diplomirao je i magistrirao 1904. na Kijevskoj teološkoj akademiji. Nakon toga diplomirao je filozofiju na sveučilištima u Berlinu i Leipzigu.
Sveti sinod Srpske pravoslavne Crkve izabrao ga je za niškog biskupa u svibnju 1913. godine. Tijekom Prvog svjetskog rata nije htio napustiti Niš te je bio interniran kao ratni zarobljenik. Iz internacijskog logora vratio se u svoju eparhiju 1918. godine. Nakon toga je bio episkop Zakarpatja i potpredsjednik Svetog sinoda te je sudjelovao u pregovorima s Carigradskom patrijaršijom o ponovnoj uspostavi Srpskog patrijarhata 1920. godine. Po osnivanju Zagrebačke mitropolije, episkop Dositej zaređen je za njezinog prvog metropolita.
Nakon uspostave NDH nova državna vlast ga uhićuje. Za njegovo oslobađanje se zalagao nadbiskup Alojzije Stepinac te je iz pritvora bio prebačen u bolnicu Sestara milosrdnica, a zatim pušten na slobodu u Srbiju.
Umro je u Beogradu 13. siječnja 1945. godine. Pokopan je u crkvenom dvorištu manastira Vavedenje u Beogradu.